# Quartetto per il dialogo nazionale tunisino

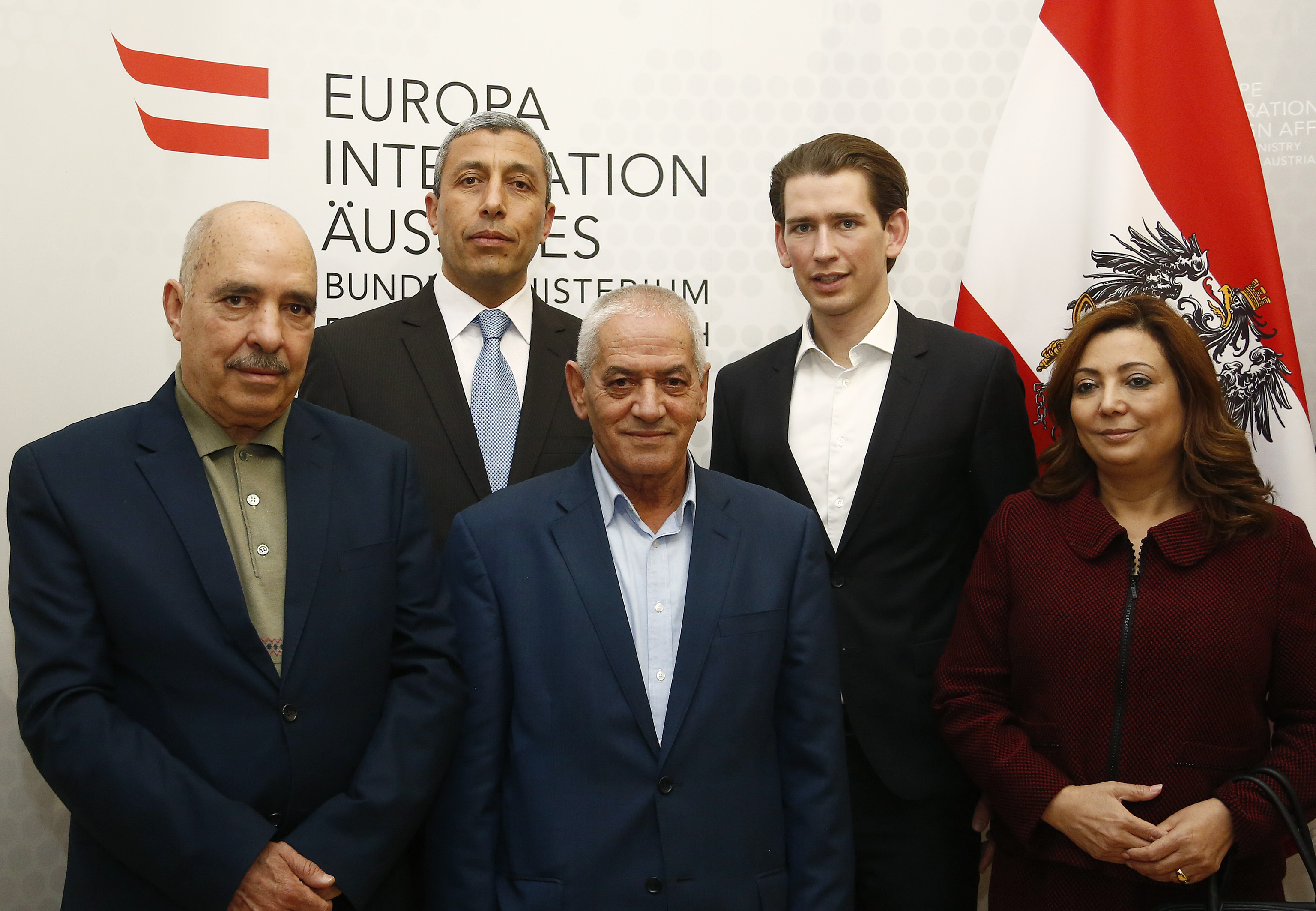
Rappresentanti del quartetto insieme al cancelliere austriaco Sebastian Kurz

Il Quartetto per il dialogo nazionale tunisino (in arabo الحوار الوطني التونسي‎?, al-Ḥiwār al-Waṭanī al-Tūnusī, cioè "Dialogo Nazionale Tunisino"), è un gruppo composto da quattro organizzazioni che avevano come obiettivo di costruire una democrazia pluralistica in Tunisia durante la Rivoluzione del Gelsomino nel 2011.
Il Quartetto per il dialogo nazionale tunisino è composto da quattro organizzazioni della società tunisina:
- L'Unione Generale Tunisina del Lavoro (in francese "Union Générale Tunisienne du Travail", UGTT, in arabo الاتحاد العام التونسي للشغل‎?, al-Ittiḥād al-ʿĀmm al-Tūnusī li-l-shughl)
- La Confederazione Tunisina dell'Industria (in francese "Union Tunisienne de l'Industrie, du Commerce et de l'Artisanat", UTICA, in arabo الاتحاد التونسي للصناعة والتجارة والصناعات التقليدية‎?, al-Ittiḥād al-Tūnusī li-l-Ṣināʿa al-Taqlīdiyya)
- La Lega Tunisina per la Difesa dei Diritti dell'Uomo (in francese "Ligue Tunisienne pour la Défense des Droits de l'Homme", LTDH, in arabo الرابطة التونسية للدفاع عن حقوق الإنسان‎?, al-Rābiṭa al-Tūnusiyya li-l-Difāʿa ʿan Ḥuqūq al-Insān))
- L'Ordine Nazionale degli Avvocati di Tunisia (in francese "Ordre National des Avocats de Tunisie", ONAT, in arabo  ﺍﻟﻬﻴئة الوطﻨﻴـة ﻟﻠمحامين ﺑﺘﻮﻧﺲ‎?, al-Hayʾa al-Waṭaniyya li-l-muḥāmīn bi-Tūnus)

Nel 2015 il quartetto è stato premiato con il Premio Nobel per la pace "per il suo contributo decisivo alla costruzione di una democrazia pluralistica in Tunisia, sulla scia della Rivoluzione del Gelsomino del 2011".